# Phil Palmer
Philip "Phil" John Palmer (nacido el 9 de septiembre de 1952, Londres, Inglaterra) es un músico británico, acompañante y guitarrista de sesión en el jazz y el rock que ha realizado diversas giras como invitado.
Palmer ha grabado y trabajado con numerosos artistas famosos. Él es el más conocido por su trabajo en la guitarra slide.

## Biografía
Palmer ha apoyado artistas que incluyen Lucio Battisti (álbum Una giornata uggiosa, 1980), Pet Shop Boys, Wishbone Ash (1986 touring), Pablo Milanés, Armatrading, Eric Clapton, Roger Daltrey, Iggy Pop, Thomas Anders (1989), Bob Dylan, Tina Turner, Dire Straits (1992 tour), Pete Townshend, Eros Ramazzotti (Tutte Storie 1993), Alejandro Sanz (Alejandro Sanz 3 1995), (Paola e Chiara (1997), Pino Daniele, Chris de Burgh, Bryan Adams, Johnny Hallyday, David Knopfler, George Michael, Renato Zero, Claudio Baglioni, Massimo Di Cataldo, Melanie C, Robbie Williams y David Sylvian. [1] A menudo trabaja con el productor Trevor Horn. En 1986, trabajó como un estudio músico en Tardes álbum de Alphaville en Utopía.
En 1993, Palmer reunió a un grupo llamado 2wo vuelta 1ne, con Paul Carrack (voz y teclados), Steve Ferrone (batería), Rupert Hine (productor, teclados) y Tony Levin (bajo). Lanzaron un álbum, un proyecto homónimo, compuesto por el rock clásico cubre incluyendo canciones de Jimi Hendrix, The Who, Led Zeppelin, Blind Faith, Steely Dan y Bob Dylan. [1]
Palmer fue el director musical de y se realizó con los numerosos artistas (El Strat Pack) en la celebración del 50 aniversario de la guitarra Fender Stratocaster que se celebró en 2004 en el Wembley Arena de Londres. Según él mismo, él apareció en más de 500 álbumes y más de 5.000 canciones.

## Vida personal
Sus tíos son Ray y Dave Davies de The Kinks. Él apareció en el escenario con ellos en el estadio White City, minutos antes de la hospitalización de Ray debido a una sobredosis de drogas.